# Amant-Hemmung

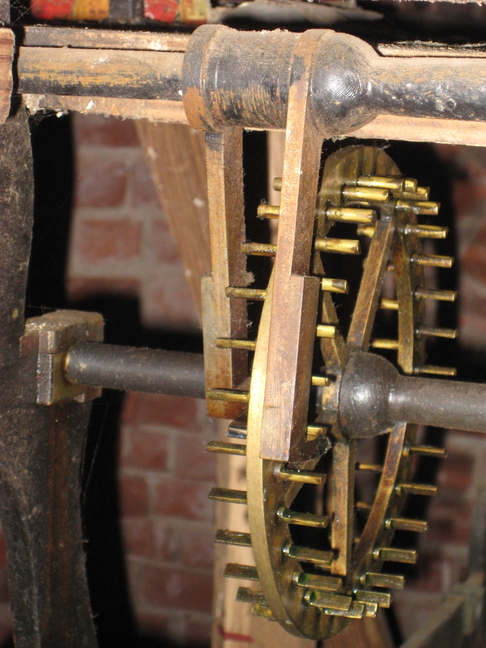
Scherenhemmung in einer Turmuhr

Die Amant-Hemmung (auch Stiftenhemmung oder Stiftengang, Scherenhemmung, Mannhardthemmung) ist eine ruhende Scherenhemmung für Großuhren. Sie wurde 1741 vom französischen Großuhrmacher Louis Amant in Paris erfunden.
Im Gegensatz zur gewöhnlichen Ankerhemmung besitzt das Hemmungsrad keine Zähne, sondern parallel zur Achse angeordnete Stahlstifte, in die der Anker eingreift. Der Anker hat Scherenform und ist mit dem Pendel verbunden. Die Konstruktion wurde 1753 durch Jean André Lepaute verbessert, indem er die ursprünglich runden Stahlstifte einseitig flach feilte, die Ankerarme verlängerte und den Achsabstand zwischen Hemmungsrad und Anker vergrößerte.
Die Amant-Hemmung hat einen ruhigen Gang und geringen Anspruch an das Antriebsmoment. Sie fand vor allem in Frankreich Verwendung, so z. B. ab 1800 bei den Comtoise-Uhren, wo sie die Spindel- und die Ankerhemmung an Genauigkeit übertreffen konnte.

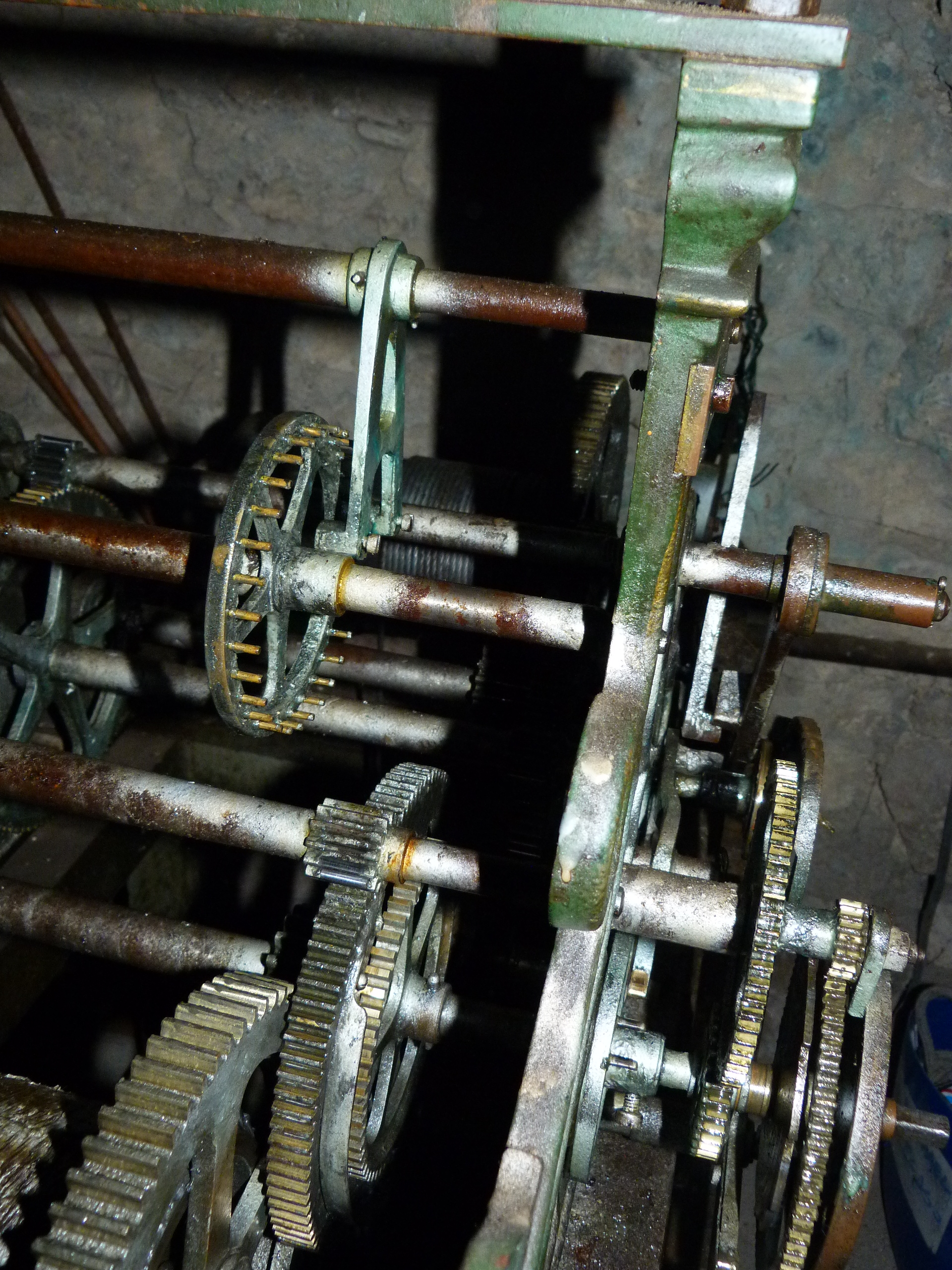
Stiftengang einer italienischen Turmuhr

Sehr häufig wurde die Scherenhemmung in Turmuhren verbaut, wo sie sich durch ihre robuste, einfache Bauweise und hohe Genauigkeit auszeichnet.
In Deutschland wird die Scherenhemmung nach dem Münchner Uhrmacher Johann Mannhardt, der sie in vielen Turmuhren verwendete, üblicherweise Mannhardthemmung oder Mannhardtgang genannt.